# Paul Albrecht Börner
Paul Albrecht Börner (* 25. Mai 1829 in Jakobshagen; † 30. August 1885 in Dresden) war ein deutscher Mediziner und ein früher Verfasser sowie Herausgeber von Nachschlagewerken zu Personen und Institutionen im Medizinwesen.

Paul Albrecht Börner im Alter von etwa 50 Jahren

## Leben und Werk
Als Sohn eines Kreisjustizrates und Gerichtsdirektor geboren, studierte Paul Börner nach dem Besuch des Gymnasiums in Prenzlau und des Pädagogiums in Züllichau Rechtswissenschaften in Berlin und Halle, danach Medizin in Königsberg, Würzburg und Greifswald. Während seines Studiums war er 1848 Mitgründer der Alten Berliner Burschenschaft Teutonia, deren Mitglieder verfolgt und die 1853 von den Behörden aufgelöst wurde. Er war Wortführer der Radikalen beim Zweiten Wartburgfest, wo er sich unter anderem gemeinsam mit Gustav Adolph Schlöffel für das Selbstbestimmungsrecht der Polen einsetzte, denen er mit einem Freikorps zu Hilfe eilen wollte. An der Revolution 1848/49 nahm er teil, indem er sich unter anderem bei den Berliner Straßenkämpfen beteiligte. Er war einer der Hauptredner im Demokratischen Klub. In Schleswig kämpfte er in dieser Zeit gegen die Dänen und wurde dann 1849 wegen seiner revolutionären Umtriebe in Berlin verhaftet, jedoch später wieder freigelassen.
Im Jahr 1854 wurde er in Greifswald zum Dr. med. promoviert. Nach seiner Approbation 1856 praktizierte er in Königswalde und Landsberg an der Warthe, dann ab 1863 in Berlin. Im Deutsch-Französischen Krieg nahm er als leitender Arzt eines Lazarettzuges teil. In den folgenden Jahren widmete er sich mehr und mehr der medizinischen Publizistik, wobei er besonderen Wert auf die Themen Hygiene und öffentlichen Gesundheitspflege legte. 1875 gründete er die Deutsche Medizinische Wochenschrift. Er begründete 1880 den Reichs-Medizinal-Kalender für Deutschland, RMK, und gab seit 1879 das Jahrbuch für praktische Medizin heraus. Börner war unter anderem auch für die Zeitschrift Deutsches Wochenblatt für Gesundheitspflege und Rettungswesen verantwortlich.
Paul Albrecht Börner starb 1885 im Alter von 56 Jahren in Dresden und wurde auf dem Alten St.-Matthäus-Kirchhof in Schöneberg beigesetzt. Das Grab ist nicht erhalten geblieben.

## Veröffentlichungen (Auswahl)
- Disquisitio Historico-Literaria De Febre Intermittente Traumatica. Dissertation Universität Greifswald 1854.
- Erinnerungen eines Revolutionärs. Skizzen aus dem Jahre 1848. Herausgegeben von Emil Menke-Glückert, Leipzig 1920.

## Notizen
1. ↑  Der Kalender wird in medizinhistorischen Werken mit RMK abgekürzt. Digitalisate in der Digitalen Sammlung Medizingeschichte von ZB MED – Informationszentrum Lebenswissenschaften.
2. ↑  Hans-Jürgen Mende: Lexikon Berliner Grabstätten. Haude & Spener, Berlin 2006. S. 300.

| Personendaten    | Personendaten                     |
| ---------------- | --------------------------------- |
| NAME             | Börner, Paul Albrecht             |
| KURZBESCHREIBUNG | deutscher Mediziner und Publizist |
| GEBURTSDATUM     | 25. Mai 1829                      |
| GEBURTSORT       | Jakobshagen                       |
| STERBEDATUM      | 30. August 1885                   |
| STERBEORT        | Dresden                           |